# Кидас
Кида́с, иногда киду́с — гибрид первого поколения между соболем (Martes zibellina) и лесной куницей (Martes martes), встречающийся в природных условиях.

## Описание
Размеры кидаса немного превышают размеры родителей. По внешнему виду и качеству меха в одних случаях больше походит на соболя, в других на куницу. Имеет более длинный хвост и жёлтое горловое пятно.
По образу жизни сходен с соболем. Скрещивается и с куницей, и с соболем, но самцы от такого скрещивания бесплодны.

## Распространение
Встречается в районах совместного обитания сибирского вида (соболя) и европейского (куницы): бассейн реки Печора, Северный Урал, Предуралье и Зауралье.

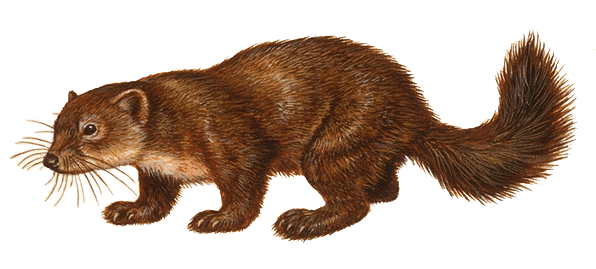
Соболь
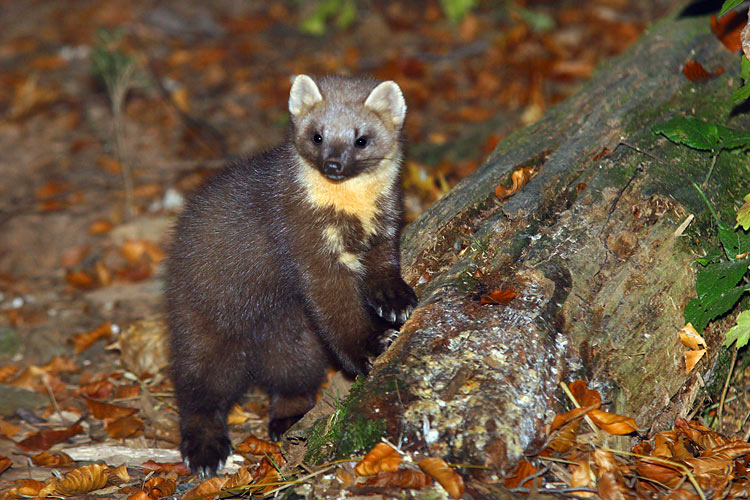
Лесная куница